# Okarche (Oklahoma)
Okarche es un pueblo ubicado en los condados de Canadian y Kingfisher en el estado estadounidense de Oklahoma. En el año 2010 tenía una población de 1215 habitantes y una densidad poblacional de 639,47 personas por km².

## Geografía
Okarche se encuentra ubicado en las coordenadas 35°43′35″N 97°58′34″O / 35.72639, -97.97611 (35.726429, -97.976031).

## Demografía
Según la Oficina del Censo en 2000 los ingresos medios por hogar en la localidad eran de $38,750 y los ingresos medios por familia eran $46,875. Los hombres tenían unos ingresos medios de $32,120 frente a los $21,810 para las mujeres. La renta per cápita para la localidad era de $20,460. Alrededor del 4.4% de la población estaban por debajo del umbral de pobreza.